# Bellanger
Bellanger (Белланже) — з 1912 року французький виробник автомобілів. Штаб-квартира розташована в місті Нейї-сюр-Сен. У 1925 році компанію купує фірма Peugeot, і виробництво автомобілів припинилося.

## Роберт Белланже
Роберт Белланже народився на початку січня 1884 року в Сен-Дені. Отримавши інженерну освіту, він у віці 23 років відкриває фірму Automobiles Westinghouse, яка була філією американської компанії, що виготовляла не автомобілі, а семафори і гальмівні системи для залізничного транспорту, а також інші електричні прилади. Однак у Франції, у Гаврі, ця компанія в невеликій кількості випускала й автомобілі, які були розроблені на головному підприємстві, що розташовувалося в Піттсбурзі, США.
Це підприємство існувало недовго, і в тому ж 1907 році фірма оголосила про своє банкрутство. Белланже не впав у відчай і починає продавати в Гаврі найдорожчі французькі автомобілі марки Delaunay-Belleville.

## Заснування компанії
У 1913 році Белланже закриває свою колишню компанію і починає продавати ліфти. Його інженерна освіта саме й була пов'язана з ліфтами. Однак він недовго займався підйомними механізмами і влітку того ж року, а саме 21 липня, разом з братами засновує фірму Société Automobiles Bellanger Frères, що розташувалася в Нейї-сюр-Сен.
З самого початку Белланже вирішив будувати дорогі автомобілі класу люкс, у побудові першого прототипу йому допомагав відомий вже на той момент французький інженер П'єр Жозеф Грегуар, який робив ставку на британські безклапанні двигуни фірми Daimler. Такі ж мотори, що виготовлялися за ліцензією Найта, Грегуар встановлює і на автомобілі власної марки — Greguar. Відмінним дизайнерським шиком нової марки став опуклий напівсферичний радіатор, спроєктований самим Робертом Белланже. У цей же час в Англії з'явився автомобіль зі схожим радіатором — Morris Oxford, прозваний за форму радіатора Bullnose, тобто "Бичача морда". Обидві машини вперше з'явилися в 1912 році як прототипи, і обидві вони пішли в серію в 1913 році. Інформації про французький бренд збереглося небагато, хоча радіатор такої форми ще в 1910 році стояв на Greguar Type 70-4.

## Початок виробництва автомобілів

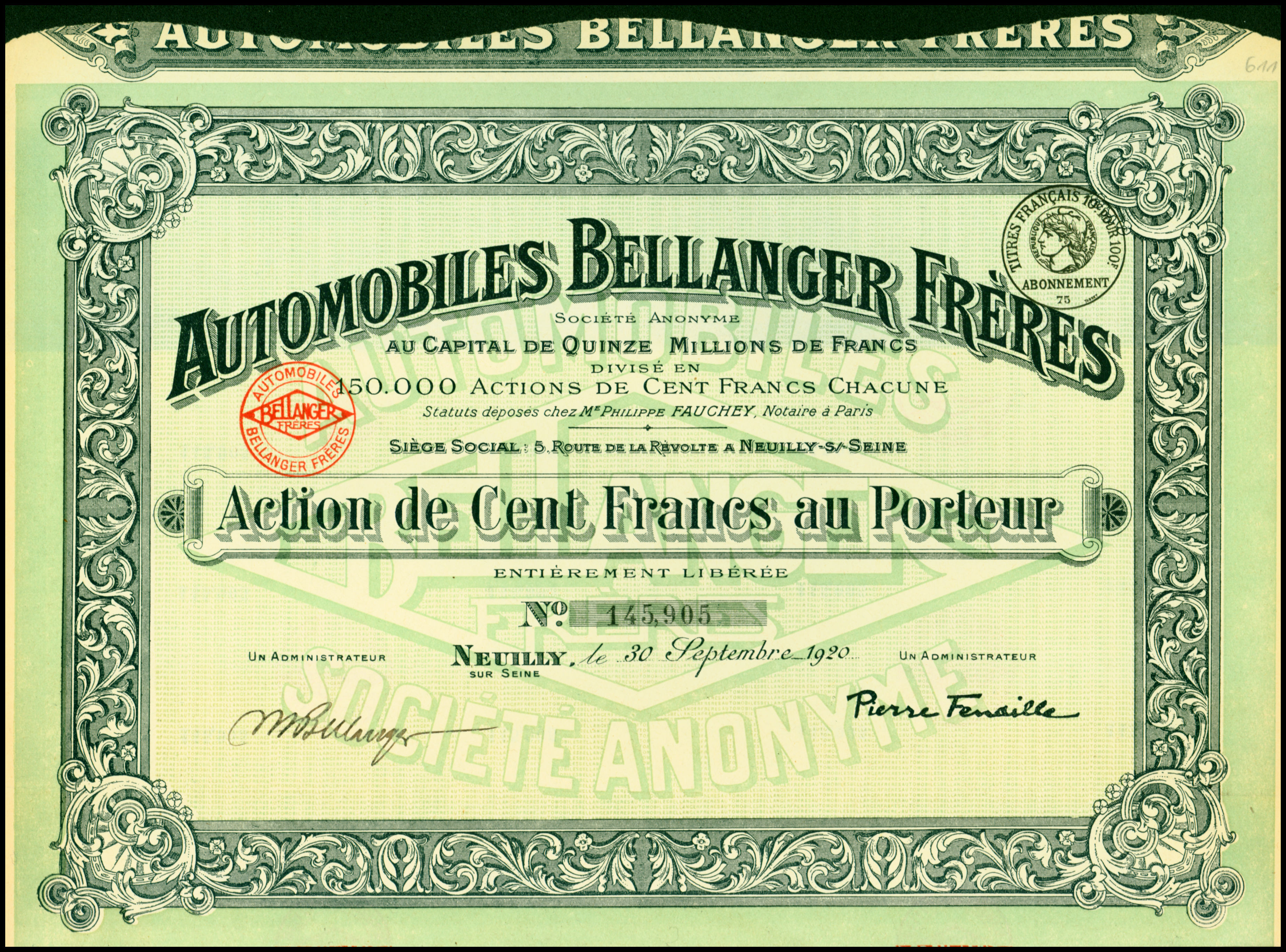
Акція компанії Automobiles Bellanger Frères SA, видана 30 вересня 1920 року

Вишуканій публіці пропонувалося дві моделі: 13НР з дволітровим мотором і 15/20HP з 2.6-літровим двигуном. Обидві комплектувалися черв'ячною коробкою передач з карданним приводом, яка була на той момент найтихішою по гучності. Продукція просувалася під гаслом: "Son capot est d'argent et son silence est d'or", що приблизно означає "Її капот у сріблі, її тиша — золото", оскільки безклапанний мотор теж вважався безшумним порівняно з традиційною конструкцією. Але на замовлення деяких клієнтів встановлювалися і ланцюгові трансмісії. Не тільки мотори були британськими, а й швидкознімні колеса, які поставляла фірма Riley. Незабаром модельний ряд поповнився моделями з 3-літровим і величезним 6.3-літровим (який мав чотири циліндри) моторами.
Фірма існувала трохи більше року, як почалася Велика війна, як її тоді називали. Підприємство завдяки іміджу виробника якісної і надійної продукції отримало контракт на поставку автомобілів для армії союзників, причому не тільки легкових, але й броньовиків на їх базі. Незабаром фірма почала поставляти військовим човни, гаубиці, снаряди та авіаційні деталі, зокрема фюзеляжі британських літаків Sopwith. Щоб довести свою патріотичність, на заводі стали збирати літаки Breguet Type 14A.
У 1919 році, після війни, потреба в бомбардувальниках відпала, і Белланже повертається до виробництва автомобілів. Цього разу було вирішено відмовитися від британських дорогих і складних моторів, вибір припав на американські двигуни фірми Briscoe. Це було суперечливим кроком, по-перше, в самій Франції була велика кількість "мотористів", по-друге, після війни франк сильно девальвував по відношенню до американської валюти, що автоматично робило імпортні комплектуючі дорожчими від місцевих. Однак на ділі все було дещо простіше, Бенджамін Бріско — засновник компанії Maxwell-Briscoe — після своєї невдачі в США переїхав до Франції, де в 1914 році відкрив у Нейї фірму Briscoe Frères, що випускала циклокари марки Ajax (це був не перший випадок, коли американці відкривали у Франції свої компанії). Завод Бріско розташовувався в сусідній від підприємства Белланже будівлі, тоді вони познайомилися і завели дружбу.
Колись Бріско намагався створити конкурента General Motors, і в його концерн Maxwell-Briscoe до Першої світової входило аж 130 компаній. Але внутрішні чвари в гіганті розвалили його, і після того як Волтер Фландер у 1911 році за підтримки спонсорів "посунув" Бріско, той, образившись, і перебрався з Детройта в Париж. Але з початком війни Бріско повертається на батьківщину, де починає, окрім автомобілів марки Briscoe, виробляти аналоги своїх французьких циклокарів, але під маркою Argo. У жовтні 1918 року на кузовному відділенні компанії Briscoe Motor Co відбувається пожежа, яка повністю знищує цех з їх виробництва. У підсумку Бріско, щоб утримати компанію на плаву, пропонує шасі і двигуни за демпінговою ціною своєму паризькому сусіду, але той погоджується купувати тільки двигуни.

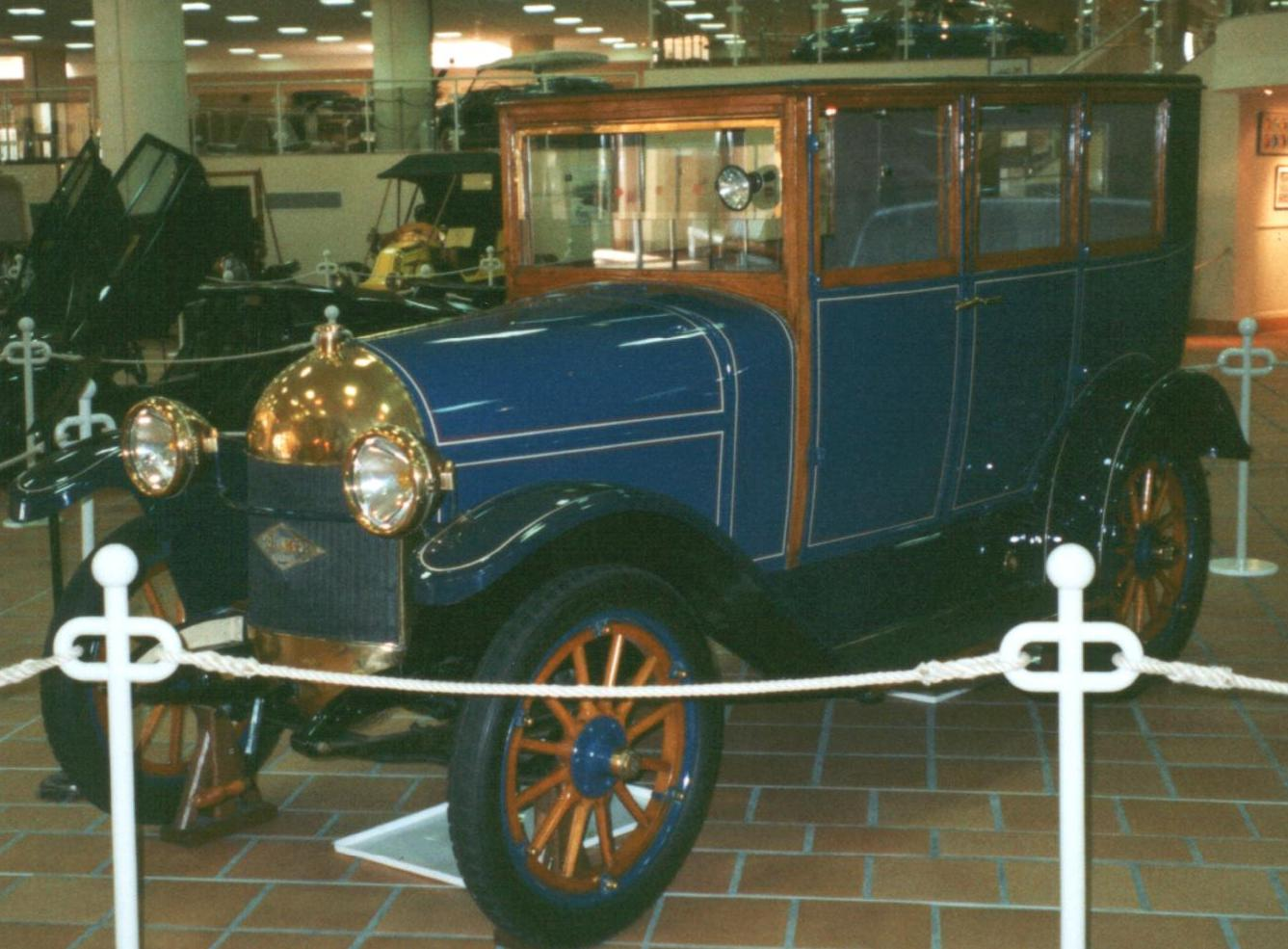
Bellanger Type A1 15/17HP Limousine by Cunard. Належить королівській сім'ї Монако

Таким чином, у 1919 році на Паризькому автосалоні дебютує нова модель Туре А1 15/17НР з чотирициліндровим 3.2 л мотором. Шасі машини було спроєктовано бельгійцем Жозефом Валентином Лав'єлетом, який побудував один з перших у світі повноприводних автомобілів у 1903 році, працюючи в нідерландській фірмі Spyker.
Через рік модельний ряд поповнюється ще кількома новими моделями, колісна база шасі була збільшена до 3.75 м, що на 95 см більше, ніж у Type A1: це були Type D 24/30HP і Type F 35/50HP "Super 8". Перша оснащувалася 4.2 л чотирициліндровим мотором, а друга машина, створена завдяки моді на потужні восьмициліндрові мотори, які стали з'являтися в місцевих виробників типу Hispano-Suiza, Farman, Fonck або Gnome et Rhône, оснащувалася величезним 6.4 л V8 мотором. Цей мотор не був покупним, його сконструював усе той же Лав'єлет, але по суті це був клон американського Duesenberg-Rutenberg. Мотор виявився важким для цього шасі, і восьмициліндрова версія відрізнялася від чотирициліндрової парою листових ресор з кожної сторони на передній підвісці. На жаль, топова модель не мала великого попиту (через високу ціну) і була більше з розряду ексклюзиву: її замовило не більше 10 клієнтів. Але на відміну від більш масових (але, тим не менш, нечисленних) Type А1, жодна машина цієї моделі не дожила до наших днів.

## Припинення виробництва автомобілів. Закриття компанії
Фірма до 1925 року випускала свої моделі, виживаючи переважно завдяки авіаційним замовленням, після чого заводи були продані компанії Peugeot. У 1928 році Белланже уклав угоду з також дихаючою на ладан старовинною компанією De Dion et Bouton. Роберт Белланже встановив на De Dion Type JP 8CV радіатор, який був візитною карткою його бренду, однак цей бедж-інжиніринг не відродив хвилю інтересу — поховала цей проєкт під назвою Bellanger Type B1 економічна криза 1929 року. Тим часом компанія Peugeot у 1928 році перепродала заводи, де раніше випускалися Bellanger Freres, активному підприємцю на ім'я Люсьєн Розенгар. Роберт Белланже після 1929 року відійшов від бізнесу й повністю присвятив своє життя політиці. Ще одним його відомим вчинком було відновлення старовинного форту Брегансон, який пізніше став літньою резиденцією французьких президентів, якою є і на сьогодні.

## Список автомобілів Bellanger
- 1913 - Bellanger 13HP
  - Bellanger 15/20HP
  - Bellanger 3-litre
  - Bellanger 6.3-litre
- 1919 - Bellanger Type A1
- 1920 - Bellanger Type D
  - Bellanger Type F